# Green Lantern
Green Lantern er navnet på flere tegneseriesuperhelte fra forlaget DC Comics. Green Lantern blev oprindeligt kaldt Grønne Lygte på dansk.
Den første Green Lantern, Alan Scott, havde debut i All-American Comics #16 (juli 1940). Serien blev skrevet af Bill Finger og tegnet af Martin Nodell. Den mest kendte Green Lantern er Hal Jordan, som havde debut i Showcase #22 (oktober 1959) og som blev skabt af John Broome og Gil Kane.
Kendetegnet for Green Lantern-figurerne er deres "kraftring". Den første Green Lanterns ring var magisk, mens de øvrige har fået deres kraftring fra Guardians of The Universe (Universets Vogtere), som uddelte dem til værdige kandidater til at træde ind i Green Lantern-korpset, en slags intergalaktisk politikorps.